# アブサロムの宴
『アブサロムの宴』（アブサロムのうたげ、伊: Convito di Assolonne、英: The Banquet of Absalom）は、イタリア・バロック期の画家マッティア・プレーティが1660–1665年ごろにキャンバス上に油彩で制作した絵画である。現在、ナポリのカポディモンテ美術館に所蔵されている。作品は、『旧約聖書』中の「サムエル記下」 (13-14章) に記述される逸話を表している。ダヴィデ王の息子アブサロムが、2年前に妹タマルを凌辱したアムノンに復讐するために彼を宴に招き、酔わせた後に殺害するというものである。

## 作品
宴の絵画は、プレーティの円熟期には一般的なモティーフであった。それは、プレーティが当時、ガスパール・ローメルのコレクション、次いでファンデネインデンのコレクションにあったルーベンスの『ヘロデの饗宴』 (スコットランド国立美術館、エジンバラ) を称賛した後のことであった。また、本作はヴェネツィア派絵画の強い影響を示しており、1910年にロルフ・ショット (Rolf Schott) は「ヴェロネーゼ様式で設定された宴におけるナポリ様式の殺人」と呼んだ。
本作はヴァレッタ (マルタ島) の聖ヨハネ准司教座聖堂内フランス礼拝堂にある『聖パウロの回心』との類似性から制作年が推測されているが、おそらくプレーティのマルタ島滞在時代の初期に制作されたものである。『アブサロムの宴』に関する最初の言及記録は伝記作者ベルナルド・デ・ドミニチによるもので、彼はナポリのサンセヴェリーノ家のコレクションで本作を『ベルシャザルの饗宴』 (カポディモンテ美術館蔵) 、『サウルの前で竪琴を弾くダヴィデ』 (ニューヨーク個人蔵) などのほかのプレーティの絵画とともに見ている。ちなみに『サウルの前で竪琴を弾くダヴィデ』は最近、本作の対作品として特定化されている。

## 来歴
1745年以降、『アブサロムの宴』はコロンナ・ディ・スティッリアーノ (Colonna di Stigliano) 家のコレクション中に記録されているが、おそらくファンデネイデン・コレクションに由来する。フェルディナント・ファン・デン・エインデの娘ジョヴァンナが1688年にジュリアーノ・コロンナ・ディ・スティッリアーノと結婚した際、彼女は父からゼヴァロス宮殿を相続した (彼女の結婚後、コロンナ・ディ・スティッリアーノ宮殿と改名された)。1906年、イタリア政府は本作と『ベルシャザルの饗宴』をチェチリア・コロンナ・ディ・スティッリアーノ王女から購入し、両作をカポディモンテ美術館に収蔵した。

## ギャラリー

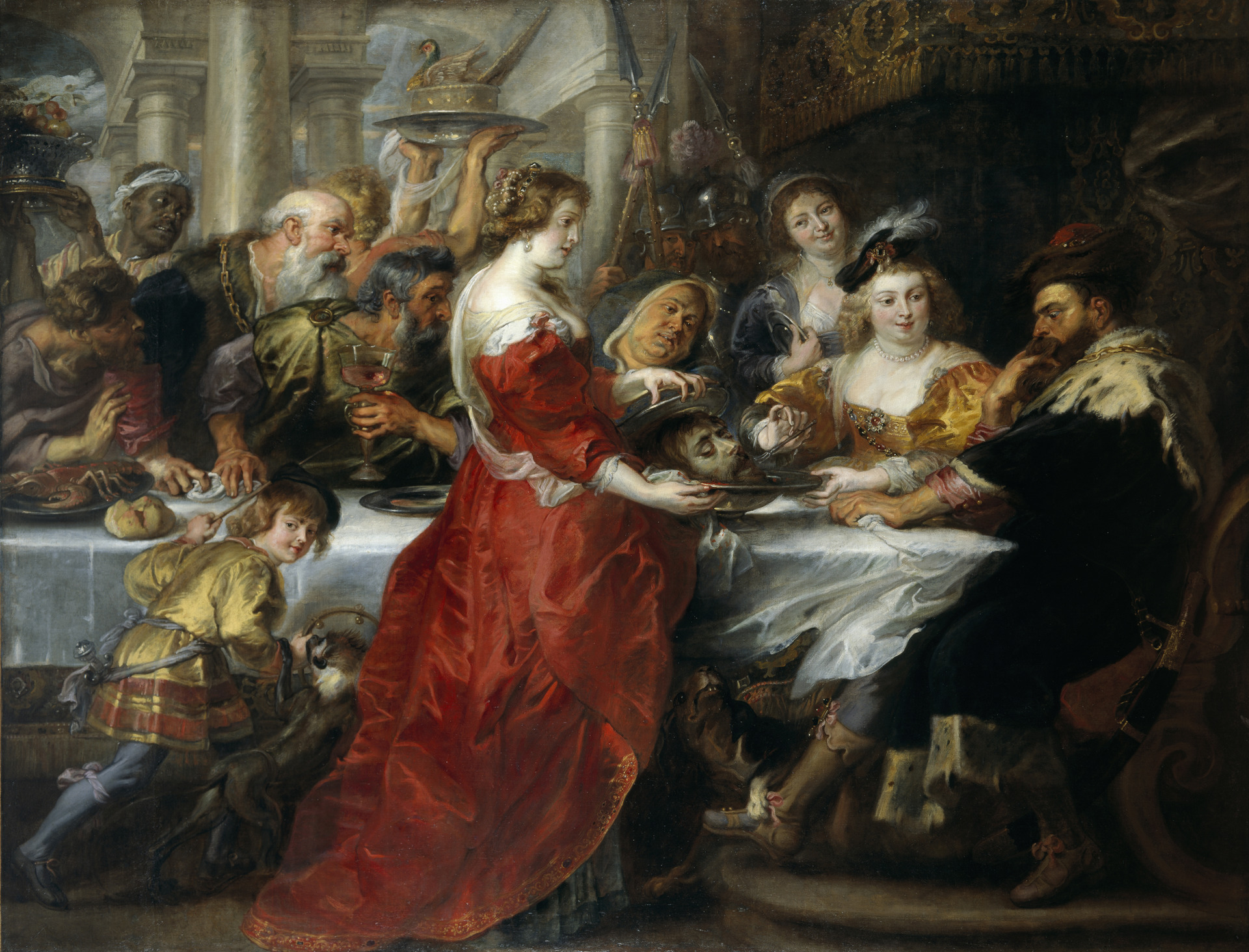
ルーベンス『ヘロデの饗宴（英語版）』 (1636年ごろ)、スコットランド国立美術館、エジンバラ
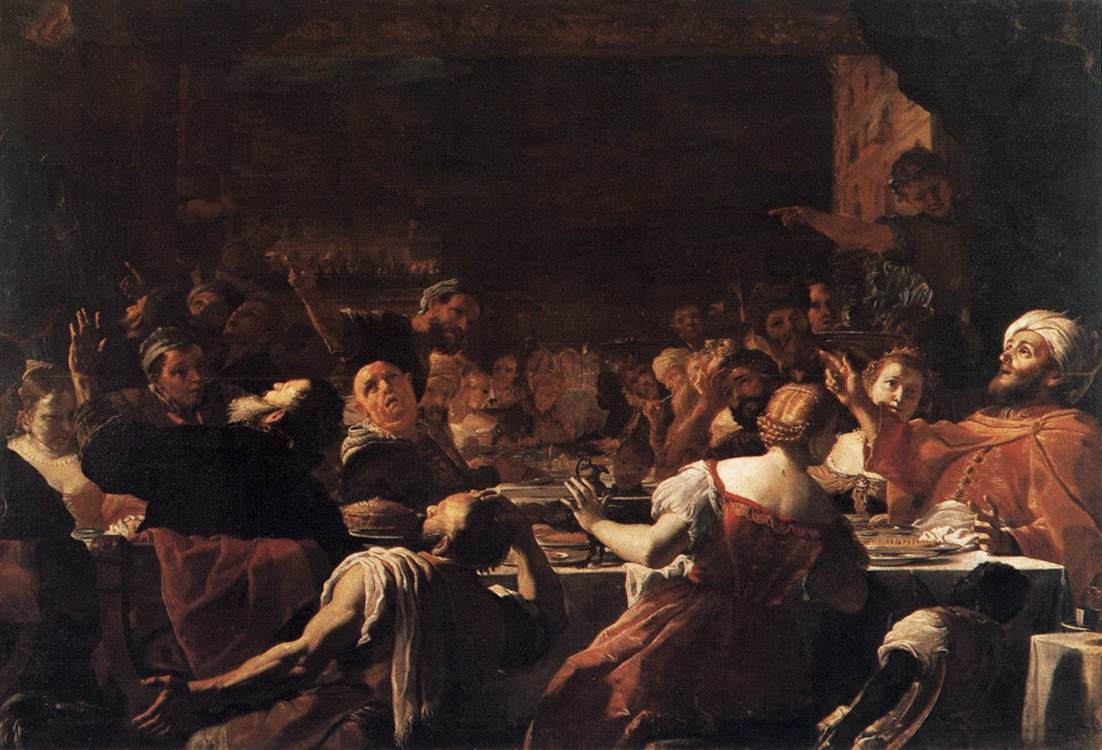
マッティア・プレーティ『ベルシャザルの饗宴』 (1660-1665年ごろ)、カポディモンテ美術館、ナポリ